# Stósz
Stósz (szlovákul Štós, korábban Štos, németül Stooß) község Szlovákiában, a Kassai kerület Kassa-környéki járásában.

## Fekvése
Kassától 36 km-re, nyugatra található. A falu 450 m magasan fekszik a Gömör–Szepesi-érchegységben. A Bódva völgyének valószínűleg legfestőibb fekvésű települése.

## Nevének eredete
Neve a német Stoß (= halom) főnévből ered, itt meddőhányó értelemben értendő.

## Története
Német telepesek alapították. A község első írásos említése 1241-ből, a jászói premontrei kolostor okleveléből származik. 1266-ban IV. Béla király a jászói apátságnak Szomolnok és Gölnic völgyének térségében nagy kiterjedésű területeket adományozott, melybe beletartozott Stósz falu is. 1407-ben a települést „Sthoch” néven említik. A szomolnoki uradalmat 1465-ben Mátyás király Szepesvár urainak, a Szapolyai családnak adta. Lakói kezdetben földműveléssel, erdei munkákkal, szénégetéssel, kézművességgel foglalkoztak, azonban a Stószi-völgyben nemsokára gazdag vas- és rézlelőhelyeket találtak. A település gyors fejlődésnek indult. 1696-ban Stósz a szabad királyi bányavárosok közé emelkedett. Lakói bányászattal, vasáruk gyártásával foglalkoztak. Rézműves céhe az egyetlen volt az országban. Különösen a késkészítés fejlődött magas szintre, a késesek céhe 1723-ban alakult. Mária Terézia uralkodása alatt a település bányászata második nagy virágzását élte, mely egészen a 19. század elejéig tartott amikor bányáinak egy részét be kellett zárni.
A 18. század végén Vályi András így ír róla: „STÓSZ. Nemet Város Szepes Várm. földes Ura a’ Kir. Kamara, lakosai katolikusok, fekszik az ország úton, Szomolnokhoz 3/4 mértföldnyire; határját bányái nevezetesítik, vidékje hegyes, és erdős.”
Fényes Elek 1851-ben kiadott geográfiai szótárában így ír a városról: „Stósz, német bányaváros, Szepes vmegyében, Szomolnokhoz délkeletre 1 órányira, magas hegyek közt, a jászói országutban, 876 kath., 591 ev. lak. Kath. és evang. templom. Gazdag vasbányák. Vashámorok, mellyekben évenként 5000 mázsa készittetik. F. u. a kamara.”
1803-ban a Wlaszlovits család alapított késüzemet a településen, őket követte 1862-ben a Komporday család, majd 1882-ben Schreiber és fiainak üzeme.
Késgyáráról így ír Borovszky Samu monográfiasorozatának Abaúj-Torna vármegyét tárgyaló része: „A város nevezetessége Wlaszkovits József késgyára, melyet 1827-ben alapítottak. Jelenleg 12,800 négyszög méter területen tizenkét épület áll, melyekben 85 munkás egy 50 lóerejü gőzgép és egy 25 lóerejü turbina által hajtott gépek segitségével naponként 400 tuczat kést tud előállitani. A czég gyártmányait Amerikába, Kis-Ázsiába, Romániába, Szerbiába, Bulgáriába, Törökországba és Németországba is szállitja. 1895-ben épitették a gyárhoz a kovács- és köszörü-mintaműhelyet, mely a kormány támogatásával létesült és az emlitett gyáros vezetése mellett hivatva van a stószi késműipart az eddiginél nagyobb mértékben emelni. Fölszerelése a következő: 8 nagy köszörükő, 24 csiszológép, 3 pörölymű (Fallhammer), 1 légnyomásu kalapács, 1 excenterprés, 1 késhenger, 12 tüzhely, 6 nagy ventilátor és különféle kisebb munkagépek. A műhely egy anyagraktárral és egy szerszámkészitő műhelylyel van összekötve. E telep a legnagyobb késgyár lévén az országban, érdekesnek tartjuk a késgyártás lefolyását és a gyár berendezését is ismertetni. A kovácsműhelyben, mely 3 kalapácsművel, egy excenterpréssel, 6 kézi préssel, egy fúrógéppel, egy esztergapaddal és egy körfürészszel van felszerelve, végzik a pengék kovácsolását és edzését. A zsebkésekhez való pengék nagy aczéllemeztáblákból készülnek, melyeket a pengék hossza szerint vagdalnak szét. Az excenterprés a kellő pengealakot adja a levágott lemezdaraboknak. E pengéket azután egy könnyü rugó-kalapácscsal kikovácsolják s egy másik géppel véglegesen kiformálják, végükön kilyukasztják, azután edzik és kiegyenesítik. Ugyanitt készülnek a zsebkések rugói és belső oldalrészei, hasonló eljárással. Ide nyílik a köszörülő műhely, hol 5 óriási kőkorong köszörüli a pengéket. E helyiség fölött fekszik a pengecsiszoló-terem 12 csiszoló-géppel. E fölött van a kikészítő műhely, a hol a kések nyelét csiszolják és fényesítik. Itt 2 körfürész, 3 csiszoló, 2 élesítő és egy fúrógép működik. Ez épületben van még a szerszámműhely is, a hol a gyártáshoz szükséges eszközök készülnek. A nyélkészítő műhelyben 4 gép préseli a nyeleket szaruból. Ebből nyílik a félgyártmányok két raktárhelyisége, mely után a felszerelő műhely következik, ahol az egyes részeket egy rugókalapács, két prés és két lyukasztó segítségével egybeállítják. Van itt még egy kézi kovácsműhely, 5 raktárhelyiség nyersanyagnak, hulladéknak és szénnek, továbbá turbinaház, gépház és csomagoló helyiség. Stószon van Komporday Róbert késgyára is, mely kisebbszerű ugyan, de szintén jó és versenyképes árut gyárt.”
A település gyógyfürdőjét 1883-ban Komporday Róbert alapította. A fürdő első nagyobb épülete a fából épített Komporday-villa volt. A következő években több épület is elkészült, de 1886-tól visszaesés következett be. A fürdőélet csak 1927 után, a fürdő bővítésével, modernizálásával lendült fel ismét.
A fürdőről a vármegye monográfiájában ez olvasható: „E VÁRMEGYÉNEK szepesi határán a Stósz bányavárostól mintegy húsz percznyire fekvő, forrásokban gazdag, fenyves és lombos erdőkkel fedett hegyektől környezett és csakis délnek nyitott völgye, a honnan gyönyörü kilátás nyílik, alkalmas helynek látszott vízgyógyintézet és klimatikus gyógyhely alapítására. 1881-ben alakult egy részvénytársulat a fürdő létrehozására, s a vizgyógyintézet az 1883. év nyarán már meg is nyílt, a városnak egy laikus, de a vízgyógymód alkalmazásában jártas, tekintélyes polgárának vezetése alatt. De midőn a fürdőt egy magánosokból (nyolcz tagból) álló társulat vette bérbe, ez 1887-ben a gyógyintézet élére okleveles orvost állított és 1889-ben már a „gyógyfürdő” czimet és jelleget is megszerezte. A gyógyfürdő ez idő óta rohamosan fejlődik és ma már Magyarország egyik legismertebb gyógyfürdői közé tartozik. 1893-ban a bérlő társulat Stósz bányavárosnak – mint társnak – hozzájárulásával megvette a fürdőt. Stósz hidegvizgyógyfürdő és klimatikus gyógyhely 632 méter magasságban fekszik a tenger szine felett. Csak délnek lévén nyitva, ártalmas szelektől ment. Vizét, mely +6–7°R. édes víz, tizenkét bő forrásból kapja, melyek mind a fürdőtelepen fakadnak. Levegője tökéletesen pormentes, üde, a léghőmérséklet nagy napi ingadozásokat nem mutat; átlaga májusban 15 °C., juniusban 16 °C., juliusban 17.5 °C., augusztusban 20 °C., szeptemberben 14 °C. Nagyobb mennyiségű csapadék csakis május végétől június hó közepéig észlelhető. A harmatképződés egész nyár folyamán, reggel és este kisebb-nagyobb fokban megvan. Stósz fürdőben 1895-ben négy nagyobb szabású épület volt, ezeken kívül három nagy magán-nyaraló. Az épületek száma folyton szaporodik. A fürdőt környező erdőségben számos jókarban tartott sétány van, kellő számú nyugvóhelylyel ellátva. Bővelkedik kirándulóhelyekben is, minők: a Stószi hegyen álló, bucsuiról nevezetes kápolna; a Fecskehegy, a Rablóka, a Wlaszlovits-féle késgyár, a jászói prépostság, Szomolnok városa, az uhornai tó, a regényes szádelői és áji völgy stb. A fürdő gyógyhatását levegőjén kívül a vizgyógymód, a fenyő-fürdők, tej-gyógymód, nemkülönben a massage és villanyozás segítik elő. Fürdőorvos dr. Czirfusz Dezső. Stósz fürdő egyike Magyarország legolcsóbb gyógyhelyeinek. A szobák napi ára 50 krtól 1 frt 50 krig. Egész napra szóló ellátás a közös asztalnál 1 frt 30-tól 1 frt 50 krig. Gyógydíj egész fürdőidőre személyenkint 3 frt. A fürdőhely ajánlható az idegrendszer, a légző és emésztő szervek bántalmainál, a rossz vérkészités eseteiben stb. A betegek legnagyobb része ideggyengeségben, tüdő- és légcsőhurutban, tudóvészben és vértorlódásokban szenvedőkből áll. Az egész fürdőidő alatt 350–400 állandó fürdővendég tartózkodik itt, kinek egy része, lakásszükség esetén, a fürdőtől 20 percznyire fekvő Stósz városban lakik, a hol betegek befogadására szintén elég alkalmas lakás és jó hirü vendéglő van. A közlekedés és a fürdőhöz jutás elég kényelmes, a mennyiben a kassa-meczenzéfi vonal Meczenzéf állomása, valamint a gölniczvölgyi vasutvonal Szomolnok-huta állomása Stósz fürdőhöz alig másfél órányira fekszik s mind a két helyről kitünő műuton kényelmes kocsikon juthatni a fürdőbe. Posta és távirda-állomás a fürdőben van.”
A trianoni diktátumig Abaúj-Torna vármegye Csereháti járásához tartozott.

## Népessége
| Év:            | 1994. | 2004.   | 2014.   | 2024.   |
| -------------- | ----- | ------- | ------- | ------- |
| Emberek száma: | 760   | 766     | 734     | 747     |
| Eltérés:       |       | +0,78 % | -4,17 % | +1,77 % |

| Év:            | 2023. | 2024.   |
| -------------- | ----- | ------- |
| Emberek száma: | 751   | 747     |
| Eltérés:       |       | -0,53 % |

1880-ban 1076 lakosából 988 német, 24 magyar, 16 szlovák és 11 egyéb anyanyelvű, továbbá 2 idegen és 35 csecsemő. Ebből 754 római katolikus, 305 evangélikus, 9 görögkatolikus és 8 református vallású volt.
1890-ben 1061-en lakták, ebből 15 szlovák és 51 magyar anyanyelvű.
1900-ban 1112 lakosából 19 szlovák és 138 magyar anyanyelvű volt.
1910-ben 1033-an lakták: 853 magyar, 148 német, 17 szlovák, 1 szerb és 14 egyéb anyanyelvű. Ebből 760 római katolikus, 256 evangélikus, 11 református, 4 görögkatolikus, 1 pravoszláv és 1 unitárius vallású volt.
1921-ben 1022-en lakták, ebből 24 csehszlovák és 366 magyar.
1930-ban 1182 lakosából 277 csehszlovák és 107 magyar.
1991-ben 730 lakosából 572 szlovák és 14 magyar volt.
2001-ben 753-an lakták, ebből 646 szlovák, 66 német és 8 magyar nemzetiségű.
2011-ben 739 lakosából 623 szlovák és 5 magyar volt.
2021-ben 737 lakosából 622 (+18) szlovák, 6 (+2) magyar, 21 (+10) cigány, (+2) ruszin, 36 (+1) egyéb és 52 ismeretlen nemzetiségű volt.

## Nevezetességei
- Határában 635 m magasan Stószfürdő klimatikus gyógyhely található, melyet légúti betegségekre ajánlanak.
- Nepomuki Szent János tiszteletére szentelt római katolikus temploma a 13. század második felében épült. A gótikus templomot 1542-ben kelet felé hajóval bővítették. Tornya 1611-ben épült, főoltárát 1727-ben készítették. Utolsó nagyobb megújítása 1937-ben, a késgyártó Wlaszlovits család adományából történt.
- Evangélikus temploma 1786 és 1788 között, II. József türelmi rendelete nyomán épült fel.
- Nepomuki Szent János tiszteletére szentelt kápolnája 1760-ban készült.

## Neves személyek
- Itt született 1840-ben Imling Konrád jogi doktor, királyi kúriai bíró.
- Itt született 1852-ben Imre Aurél ügyvéd és országgyűlési képviselő.
- Itt született 1897. augusztus 10-én, valamint itt élt és hunyt el 1970. május 31-én Fábry Zoltán író, publicista. Lakóháza emlékház, sírja felett szobra áll.
- 1911-ben Stószfürdőn volt fürdőorvos Csáth Géza író.
- Itt is garázdálkodott Gordán Gyuri betyár, zsivány.